# Gabriel Báthory

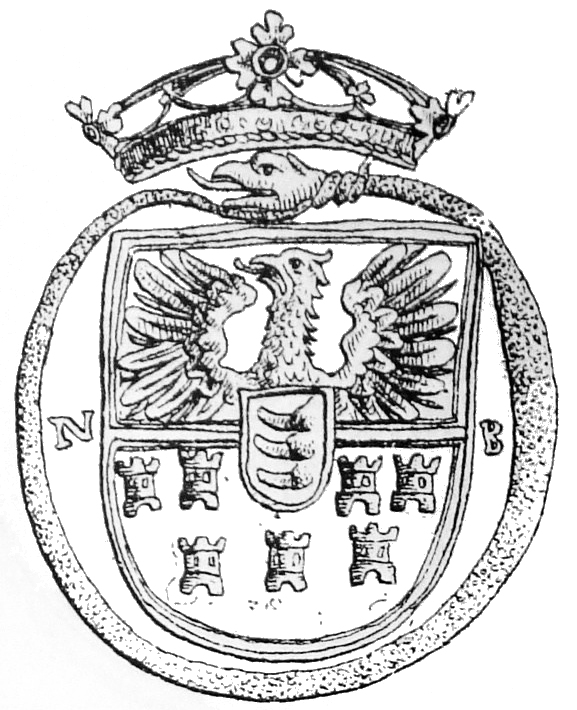
Escut personal de Gabriel Báthory amb els simbols de Transsilvània

Gabriel Báthory (en hongarès Báthory Gábor, en romanès Gabriel Báthory, en eslovac Gabriel Báthori) fou un voivoda (príncep) del Principat de Transsilvània entre els anys 1608 i 1613.
Va néixer a Oradea (en hongarès Nagyvárad, en alemany Großwardein) l'any 1589 fill d'István Bathory i de Susanna Bebek. Era membre de la influent família noble hongaresa de Transsilvània dels Bathory, família que comptava amb molt dels seus membres com a voivodes de Transsilvània.
Com bona part dels membres de la seva família de molt jove tingué una participació molt activa a la vida política del Principat transsilvà. Així quan a la mort d'Esteve Bocskay el va succeir al capdavant del tron del Principat Segimon Rákóczi, Gabriel va formar part de la seva cort, però aviat es posicionà en contra d'aquest i amb l'ajut del veritable home fort del moment, Gabriel Bethlen, va aconseguir que la renúncia d'aquest al tron al febrer de 1608, essent escollit Gabriel Bathory com a voivoda al març d'aquell mateix any.
Un cop que va assentar el seu poder al tron de Transsilvània, gràcies a l'ajut que li suposava tenir el suport de Gabriel Bethlen, va decidir portar a terme tot un seguit de campanyes contra Valàquia, derrocant al voivoda valac Radu Şerban al setembre de 1610. El seu caràcter i la seva forma d'exercir el poder es va manifestar aviat molt agressiva i portant a terme una àmplia repressió contra qualsevol amenaça al seu poder, tornant-se la situació a Transsilvània molt inestable. A més va mostrar una actitud immoral en molts afers i una manca de respecte per les institucions locals autòctones transsilvanes, tal com ho demostra l'ocupació de la ciutat lliure de Sibiu (en hongarès Nagyszeben, en alemany Hermannstadt) on va manar detenir i executar bona part dels personatges més destacats de la comunitat saxona, que era la majoritària a la ciutat, fet que va provocar airejades protestes entre els principals líders de la noblesa hongaresa de Transsilvània.
La seva lluita contra Valàquia, la repressió tant dels saxons de Transsilvània com dels Székely (la comunitat hongaresa autòctona de Transsilvània) tant nobles com plebeus, va provocar que perdés els pocs suports que tenia i que el seu principal mentor, Gabriel Bethlen, li retirés el suport donat inicialment.
Així Bethlen va rebre l'ajut dels otomans, la noblesa valaca i la noblesa Székely per fer fora a Gabriel Bathory del tron de Transsilvània, esclatant una revolta liderada per Bethlen contra Bathory.
El setembre de 1613 Gabriel Bathory era detingut pels seguidors de Bethlen, essent derrocat com a voivoda de Transsilvània i ocupant el tron transsilvà Gabriel Bethlen. Un mes més tard era assassinat a Oradea, la seva ciutat natal davant de la indolència general.
Amb la mort de Gabriel Báthory, els Bathory havien de marxar de Transsilvània, essent aquest el darrer membre d'aquesta influent família hongaresa de Transsilvània en ocupar el tron del Principat.